# Вирџинија — окамењени круг
Вирџинија — окамењени круг (порт. Ciranda de pedra) бразилска је теленовела, продукцијске куће Реде Глобо, снимана 1981.
У Србији је премијерно приказивана 1998. на Трећем каналу Радио-телевизије Србије. 1999. репризирана је на телевизији Пинк.

## Синопсис
Жардим Европа — Сао Пауло, 40. године XX века. Лаура Прадо је лепа жена посвећена уметности. Удата је за Натерсија Праду, човека који је понижава. Он је богати мушкарац традиционалних схватања. Живе заједно са своје три кћерке: Бруна је најстарија, Отавија је средња и Вирџинија је најмлађа ћерка. Због великих потешкоћа у браку, Лаура полако губи контролу и упада у кризу, па је муж смешта у психијатријску установу.
Касније се разводе и деле породицу. Натесио остаје у њиховој кући са Бруном и Отавијом, а Лаура, крхког здравља и без имало пара, одводи Вирџинију из те куће. Оне одлазе у крај Вила Маријана, у кућу неуролога Данијела, Лауриног доктора који је њена велика љубав из прошлости. Он сматра да Лаура није ментално неспособна. Велика је тајна да је Вирџинија Данијелова ћерка. Натерсио и Данијел почињу да сумњају, јер је један третира строго и хладно, а други нежно и са љубављу.
Касније се Вирџинија враћа у Натерсиову кућу и код својих сестара, где ће трпети малтретирања Фрау Херте, гувернанте која је одувек заљубљена у Натерсија. Вирџинија ће морати да се одлучи за љубав Едуарда, њеног комшије из Вила Маријане или Луиса Карлоса, момка који је од детињства заљубљен у њу.

## Улоге
| Глумац:               | Улога:           |
| --------------------- | ---------------- |
| Ева Вилма             | Лаура Прадо      |
| Армандо Богус         | Данијел          |
| Норма Блум            | Фрау Херта       |
| Адријано Рејс         | Натерсио Прадо   |
| Луселија Сантос       | Вирџинија Прадо  |
| Роберто Пириљо        | Луис Карлос      |
| Силвија Салгадо       | Бруна Прадо      |
| Присила Камарго       | Отавија Прадо    |
| Едсон Селулари        | Сержио           |
| Марија Хелена Дијас   | Лижија           |
| Марсело Пичи          | Едуардо          |
| Моника Торес          | Летиција         |
| Енио Сантос           | Франциско        |
| Ђенане Мачадо         | Жијомар          |
| Перси Аирес           | отац Алујзио     |
| Фабио Жункера         | Педро            |
| Алзира Андраде        | Маргарида        |
| Жозе Аугусто Бранко   | Морено           |
| Жоисе де Оливеира     | Бибијана         |
| Чико Тенреиро         | Периклес         |
| Лупе Жиглиоти         | Маријана         |
| Манфредо Коласанти    | Бенито           |
| Марија Хелена Веласко | Лусијана         |
| Иван де Алмеида       | Новинар          |
| Жосефине Хелене       | Лена Пампосо     |
| Хенрикета Бриеба      | Ана Дорија       |
| Денис Деркиан         | Конрадо          |
| Хилда Сакраменто      | Висенсија        |
| Артур Коста Фиљо      | Маноел           |
| Неуза Амарал          | Идалина          |
| Кастро Гонзага        | Сисеро           |
| Ана Лусија Торе       | Селина           |
| Елза Гомес            | Во Бела          |
| Хорхе Черкес          | Касемиро Гарсија |